# Списък на мезорегионите на Рорайма
Това е списък на мезорегионите на бразилския щат Рорайма. Общо са два на брой:
| Карта | Райони                             |
| ----- | ---------------------------------- |
|       | 1. Северна Рорайма 2. Южна Рорайма |